# 文明VI：風雲變幻
《文明VI：風雲變幻》是回合制策略电子游戏《文明帝國VI》的第二个官方扩展包。发布于2019年2月14日。

## 内容
该扩展包的重点是天气及人类的行为对游戏后期的影响。玩家必须面对随机或人为造成的环境变化带来的挑战。
该扩展包引入了火山爆发、洪水、干旱、飓风、沙尘暴、暴风雪、海平面上升等自然灾害。玩家可以通过建造堤坝等方式应对这些灾害。此外，一些随机事件也会为玩家带来益处，如洪水和火山爆发可能为附近的地块增加生产力。这些事件发生的概率受到气候系统的影响。玩家可以通过建造燃煤发电厂等建筑获得电力，然而这些建筑会增加大气中的二氧化碳含量，导致灾害的发生频率上升。
扩展包还引入了九位新领袖、八个新文明，还有一些全新的单位、自然奇观、世界奇观、科技、时代及两个新场景——黑死病（单人游戏）和战争机器（仅限多人游戏）。前者的原型是14世纪席卷欧洲的瘟疫，后者的原型是第一次世界大战期间德国对比利时的入侵。
新的文明与领袖分别是：
- 匈牙利，领袖为马加什一世；[4]
- 毛利人，领袖为库佩；[5]
- 加拿大，领袖为威爾弗里德·洛里埃；[6]
- 印加帝國，领袖为帕查庫特克；[7]
- 马里帝国，领袖为曼萨·穆萨；[8]
- 瑞典，领袖为克里斯蒂娜女王；[9]
- 奥斯曼帝国，领袖为苏莱曼一世 (奥斯曼帝国)；[10]
- 腓尼基，领袖为狄多；[11]
- 阿基坦的埃莉诺可作为英格蘭王國或法蘭西王國的领袖。[12]

## 评价
根据Metacritic，《文明VI：風雲變幻》获得的评价以正面评论为主。